# Хармоника Фэтс
Хармоника Фэтс (англ. Harmonica Fats, настоящее имя Харви Блэкстон англ. Harvey Blackston; 8 сентября 1927, Макдейд, Луизиана, США  — 3 января 2000, Лос-Анджелес, Калифорния, США) — американский блюзовый харпер, певец и автор песен. Номинант Blues Music Awards в номинациях  «Кантри/акустический блюзовый альбом» (1995), «Акустический блюзовый альбом» (1997) .

## Биография
Родился в Макдейде, Луизиана в 1927 году старшим из 13 детей в семье, рос на хлопковой плантации у деда и бабки. С четырёх лет время от времени играл на губной гармонике, подражая Сонни Терри. В 1946 году переехал в Лос-Анджелес к отцу, где стал работать на фабрике. После автомобильной аварии, в которую он попал в 1954 году остался без работы и и в это время снова взял в руки гармонику. Его пригласил поиграть гитарист по имени Кливленд Уэллер, дав ему микрофон и усилитель, через которые музыкант слышал все свои ошибки. На следующий день он купил микрофон и усилитель и в течение четырёх месяцев практиковался в игре на гармонике.
Он создал собственную группу The Houserockers, и, чтобы избежать провала, первые два года только репетировал с группой, разучив около 200 песен. Начав выступать в клубе Tango Club, группа быстро приобрела популярность в Лос-Анджелесе, в том числе благодаря энергичным сценическим выступлениям и умению Блэкстона сочинять юмористические песни. В то же время он познакомился с местными харперами, в числе которых были Джордж «Хармоника» Смит и Хармоника Слим. Подражая им, прежде всего Слиму («тонкий»), музыкант создал свой псевдоним Хармоника Фэтс («толстый»). Один из рекламных плакатов 1950-х гласил: «Толстяк с гармошкой — 320 фунтов ритм-энд-блюза» . До этого в блюзовых кругах Лос-Анджелеса он был известен как «Heavy Juice» .
В 1962 году, когда Фэтс сотрудничал с пианистом Генри Строгиным, он записал демо-версию мелодии Хэнка Балларда «Tore Up», популярной песни, текст которой Фэтс изменил. Он записал песню с сессионными музыкантами и выпустил сингл, с его оригинальной композицией на второй стороне «I Get So Tired» на Skylark Records. Она имела огромный региональный успех, достигла 102-го места в Billboard Hot 100 и сделала Фэтса востребованным гастролирующим музыкантом. Следующий сингл «Mama, Mama Talk to Your Daughter for Me» также имел популярность, однако, это была последняя запись Фэтса, выпущенная за пять лет. В конце 1960-х Фэтс записал несколько синглов, не имевших того успеха, и в большей степени Хармоника Фэтс получил признание как приглашаемый для выступлений или записей музыкант; его в частности приглашали Сэм Кук, Лу Роулз, Бобби Дэрин, Тина Тернер и Этта Джеймс. Всё это время Фэтс продолжал работать на фабрике, а в середине 1970-х, приняв предложение компании Clorox и вовсе очень значительно сократил свою музыкальную карьеру. Но до этого он успел даже провести гастроли, в том числе в Великобритании совместно с Ринго Старром .
В начале 1980-х Фэтс познакомился c Берни Пёрлом, гитаристом и лидером группы клуба  Ash Grove. В 1986 году Фэтс уже был постоянным участником этой группы. В 1989 году Фэтс и Пёрл выпустили концертный альбом Live at Cafe Lido, он пользовался спросом, и музыканты создали компанию Bee Bump Records. В 1991 году они выпустили свой первый альбом, за которым последовали ещё два, и оба получили номинации на лучший альбом акустического блюза Blues Music Awards.
3 января 2000 года Хармоника Фэтс умер.
Берни Пёрл говорил про Фэтса «Он пел в грубоватом стиле, который нравился людям. Он был великолепным шоуменом» .

## Дискография (LP)
- Live at Cafe Lido, 1989
- I Had To Get Nasty, 1991, Bee Bump Records
- Two Heads Are Better…, 1994, Bee Bump Records
- Blow, Fat Daddy, Blow!, 1995, Bee Bump Records